# ويليام بوستوك
ويليام بوستوك (بالإنجليزية: William Bostock)‏ (و. 1892 – 1968 م) هو سياسي، وضابط جوي، وصحفي، وطيار أسترالي، ولد في سري هيلز ‏، كان عضوًا في حزب أستراليا الليبرالي، ويحمل رتبة عسكرية Air vice-marshal (Australia) ‏، توفي في Benalla ‏، عن عمر يناهز 76 عاماً.

## مناصب
تولى منصب عضو مجلس النواب الأسترالي ‏ 10 ديسمبر 1949–22 نوفمبر 1958
.

## التعليم
تعلم في The School, Mount Victoria ‏
.

## الخدمة العسكرية
خدم في القوات الجوية الملكية الأسترالية.

## القيادات
تولى قيادة:
- RAAF Command [الإنجليزية]‏
- No. 3 Squadron RAAF [الإنجليزية]‏

## جوائز
حصل على جوائز منها:
- نيشان الخدمة المتميزة  [لغات أخرى]‏ في 16 مارس 1948
- نيشان الحمام من رتبة مرافق  [لغات أخرى]‏ في 1 يناير 1942
- نيشان الامبراطورية البريطانية من رتبة ضابط في 3 يونيو 1935